# Шульц, Павел Антонович
Павел Антонович (Игнатович) фон Шульц (7 (19) марта 1831—4 (17) апреля 1905) — сенатор, директор 2-го департамента Министерства государственных имуществ.

## Биография
Образование получил в Императорском Александровском лицее; сразу после выпуска, 10 июня 1850 года, вступил в службу.
По назначению министра внутренних дел участвовал в разных комиссиях по крестьянскому делу, состоял членом Остзейского коитета. С 17 апреля 1862 года — действительный статский советник; был вице-директором департамента духовных дел иностранных исповеданий.
В звании директора 2-го департамента Министерства государственных имуществ принимал участие в преобразовании управления государственными крестьянами. С 24 марта 1869 года — тайный советник. В 1882 году назначен сенатором. С 1 января 1894 года — действительный тайный советник.
Написал ряд статей в «Журнале министерства внутренних дел», «Северной почте», «Санкт-Петербургских Ведомостях», «Голосе».
Был владельцем имения Петровское, в «семи верстах от Ржева» в северо-западном направлении.
Умер 4 января (или 4 апреля) 1905 года.

## Награды
- орден Св. Станислава 2-й ст. (1856)
- орден Св. Анны 2-й ст. (1861)
- орден Св. Владимира 3-й ст. (1864)
- орден Св. Станислава 1-й ст. (1865)
- орден Св. Анны 1-й ст. (1870)
- орден Св. Владимира 2-й ст. (1874)
- орден Белого орла (1880)
- орден Св. Александра Невского (1888)  (брил. знаки 17.06.1900)

## Основные труды
- Извлечения из законоположений о крестьянах остзейских губерний. — СПб. : тип. Мор. м-ва,, 1858. — 133 с.
- Лифляндские крестьяне и вновь изданное о них положение // «Журнал Министерства государственных имуществ». — 1863. — чч. 82—84
- «О выкупе крестьянами арендных участков в Эстляндской губ.»
- «О курляндских крестьянах»

## Комментарии
1. ↑  В «Биографическом словаре» под наблюдением А. А. Половцова указаны годы жизни: 1796—1864, относящиеся видимо, к полному тёзке. Там же указано, что он был старшим редактором центрального статистического комитета (см. Шульц, Павел Антонович // Русский биографический словарь : в 25 томах. — СПб.—М., 1896—1918.)
2. ↑  В советское время здесь был открыт дом отдыха имени Семашко.